# Hancourt
Hancourt település Franciaországban, Somme megyében. Lakosainak száma 91 fő (2022. január 1.). Hancourt Bernes, Cartigny, Pœuilly, Roisel, Tincourt-Boucly és Vraignes-en-Vermandois községekkel határos.

## Népesség
A település népességének változása:
| Lakosok száma | 101  | 97   | 96   | 92   | 90   | 90   | 89   | 89   | 91   |
|               | 2013 | 2015 | 2016 | 2017 | 2018 | 2019 | 2020 | 2021 | 2022 |